# Ridwan Paixà
Ridwan Paixà (? - 2 d'abril de 1585) fou beglerbegi otomà del Iemen al segle xvi. Era fill de Kara Xahin Mustafa Paixà que va governar Iemen del 1556 al 1560, i germà de Bahram Paixà (governador del Iemen del 1570 al 1575). Va ser designat governador o beglerbegi el novembre de 1564, quan era sandjakbegi de Gaza, i va arribar al país el setembre de 1565. El seu antecessor fou Mahmud Paixà que el febrer de 1566 fou nomenat governador d'Egipte, i a proposta d'aquest el desembre de 1565 el Iemen fou dividit en dues províncies. Ridwan va quedar llavors com a governador de la província de Sanà, muntanyosa i interior, quan el que volia era la província costanera; per guanyar tants diners com podia apropiar-se un governador d'una província costanera, va augmentar els impostos i va violar el tractat de pau amb els zaydites que estava vigent des de 1552. L'imam zaydita al-Mutàhhar va iniciar l'ofensiva i va dominar el país en poc temps, tancant a Ridwan a Sanà (gener/febrer de 1567). Això li va costar la destitució que va saber l'abril de 1567. Va marxar a Istanbul i es va voler justificar sense èxit i encara fou sancionat i empresonat però després de l'assassinat de Mahmud Paixà al Caire (novembre de 1567) es va saber que aquest havia amagat els informes de Ridwan sobre la situació alarmant a la província de Sanaa, i llavors fou perdonat i retornà al govern de Gaza. (1570/1571) i el març de 1573 fou nomenat governador d'Habeix. fins a l'estiu de 1574. No torna a ser esmentat fins al 1579 quan participava en la campanya de Pèrsia. A finals de 1582 o principis de 1583 fou beglerbegi d'Anatòlia, i exercint aquestes funcions va morir.